# Amidu
Amidu (aram. Amidu, asyr. Amedi, Amidi, klas. Amida, wsp. Diyarbakır) – starożytne miasto w północnej Mezopotamii, leżące na prawym brzegu Tygrysu, w górnym biegu tej rzeki; stolica aramejskiego królestwa Bit-Zamani.
W 866 r. p.n.e., w trakcie jednej ze swych wypraw wojennych skierowanych na zachód, miasto to zdobył asyryjski król Aszurnasirpal II (883-859 p.n.e.). Nieco później, w 856 r. p.n.e., kolejny asyryjski król Salmanasar III (858-824 p.n.e.) podbił królestwo Bit-Zamani i przekształcił je w asyryjską prowincję ze stolicą w Amidu. Prowincja ta w tekstach asyryjskich nazywana była różnie: prowincją Amedi, prowincją Bit-Zamani, prowincją Nairi lub prowincją Sinabu. Najstarsza informacja o gubernatorze tej prowincji pochodzi z asyryjskich list i kronik eponimów, gdzie jako urzędnik limmu w 849 r. p.n.e. wymieniany jest Hadi-lipuszu, noszący tytuł gubernatora Nairi. Z inskrypcji innego eponima, Ninurta-kibsi-usura, umieszczonej na jego steli z Aszur wynika, iż pewną kontrolę nad tą prowincją sprawować też mógł rab šāqê („wielki podczaszy”). Stolica prowincji, Amedi, wymieniana jest wśród 27 miast, które pod koniec panowania Salmanasara III dołączyły do wielkiej rewolty zainicjowanej przez Aszur-da’’in-apla, królewskiego syna. Rebelię tą udało się stłumić Szamszi-Adadowi V (823-811 p.n.e.), innemu synowi Salmanasara III.
Począwszy od panowania Adad-nirari III (810-783 p.n.e.) urzędnicy limmu z tytułem „gubernatora Amedi” regularnie pojawiają się już w asyryjskich listach i kronikach eponimów. Byli nimi: Marduk-iszmanni w 799 r. p.n.e., Tab-belu w 762 r. p.n.e., Marduk-belu-usur w 726 r. p.n.e. i Nashur-bel w 705 r. p.n.e. Prowincja wzmiankowana jest w dokumentach i tekstach administracyjnych z czasów panowania Sargona II (722-705 p.n.e.) i Aszurbanipala (669-627? p.n.e.) oraz w jednym z listów z korespondencji Asarhaddona (680-669 p.n.e.). W końcu VII w. p.n.e. prowincja Amedi mogła zostać połączona z prowincją Tuszhan, gdyż jeden z ówczesnych eponimów, Bel-iqbi, nosi w jednych źródłach tytuł gubernatora Bit-Zamani, podczas gdy w innych tytuł gubernatora Tuszhan.